# نمس مصري
النمس المصري (باللاتينية: Herpestes ichneumon)، والنمس أيضا معروف باسم السمور، هو نوع من أنواع النموس. قد يكون النمس المصري هو المستودع المضيف لداء الليشمانيات الحشوي في السودان
.

## النطاق والموطن

نمس مصري في شمال الجزائر بولاية سكيكدة

هذا النوع من النموس يمكن العثور عليه في مصر، وإسبانيا، والبرتغال، وفلسطين، والجزائر وتونس والمغرب ومعظم أنحاء افريقيا، باستثناء جمهورية الكونغو الديمقراطية الوسطى، وجنوب أفريقيا الغربية، وناميبيا. وقد تم إدخاله إلى مدغشقر وإيطاليا.
وهو يفضل أن يعيش في الغابات، والسافانا، أو الأدغال، ولكنه لا يبتعد أبداً عن الماء.

## الوصف

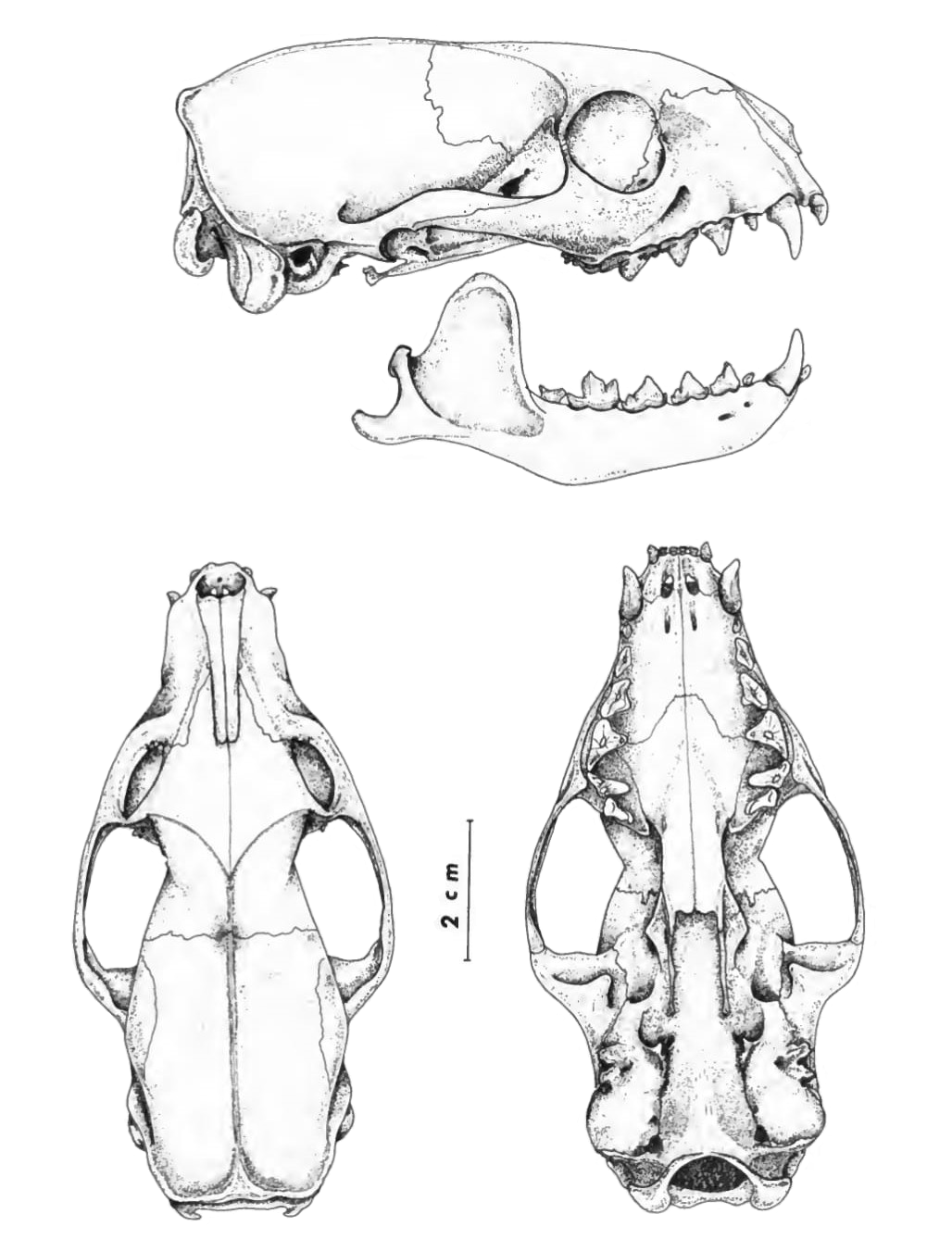
جمجمة النمس المصري

النمس المصري يملك جسم طوله يتراوح بين 60-48 سم، وذيل طوله يتراوح بين 54-33 سم. ووزنه يتراوح بين 4-1.7 كجم.
النمس المصري يملك أيضاً جسم نحيل، مع خطم مدبب وآذان صغيرة. ولديه 40-35 سنه، مع قواطع تمزيق متطورة بدرجة عالية، وتستخدم لتقطيع اللحوم. طويلة، ويتراوح فراؤه الخشن في اللون من الرمادي إلى البني المحمر المغطى ببقع بني أو صفراء. وذيله طرفه أسود. وقدميه الخلفيتين ومنطقة صغيرة حول عينينه لا تغطيها الفراء.

## السلوك
الذكور والإناث تصبح ناضجة جنسياً في سن عامين. يحدث التزاوج في شهرى يوليو أو أغسطس، وبعد فترة حمل تصل حوالى 11 أسبوعاً، تلد الأنثى من 2 إلى 4 صغار. وتكون النموس المصرية عمياء وصلعاء عندما تولد، ولكنها تفتح عيونها بعد نحو أسبوع من الولادة.
النمس المصري هو حيوان نهاري ويعيش في مجموعات صغيرة من 7-1 حيوانات، التي تتألف عادة من ذكر، والعديد من الإناث، وصغارهن. الذرية الذكورية عادة تترك المجموعة قبل أن تبلغ سنة من العمر؛ ولكن الإناث تبقى لفترة أطول، وربما لا تترك المجموعة أبداً.
معظم النموس البرية تعيش لمدة 12 عاماً. أطول عمراً لنمس في الأسر كان أكثر من 20 سنة.
النظام الغذائي للنمس المصري يتكون أساساً من اللحوم، بما في ذلك القوارض، والأسماك، والطيور، والزواحف، والبرمائيات، والحشرات. الفاكهة والبيض هي أيضا المواد الغذائية المعتادة للنمس المصري؛ ولشق (كسر) هذه الأغذية، يتم قذفها بشكل مميز بين الساقين لتصطدم بصخرة أو جدار. ومثل النموس الأخرى، فإن النمس المصري يهاجم ويأكل الثعابين السامة. ولقد أظهر مستوى عال من المقاومة لثلاثة أنواع من الثعابين السامة Vipera palaestinae الأفعى الفلسطينية ، وWalterinnesia aegyptia أفعى الصحراء السوداء أو الكوبرا السوداء، وNaja nigricollis الكوبرا الباصقة سوداء العنق.
في بعض المناطق الريفية في مصر، مثل صعيد مصر، يربى النمس المصري كحيوان أليف في الأسرة.

## حالة الحفظ للنوع
النمس المصري منتشر للغاية بأعداد كبيرة. فبينما تهدد أعداده الأنواع الأخرى، فإنه نفسه ليس عرضة لخطر الانقراض.

## في الثقافة المصرية القديمة والفن
في الأساطير المصرية، يمكن لرع أن يتحور إلى نمس عملاق («أطول من 24 متراً») لمحاربة اله الشر الثعباني أبوفيس أو آبيب. ولقد وثِقَت عبادة النمس في عدة مدن مصرية قديمة مثل:هليوبوليس، وبوتو، وسايس، وأتريب، وبوباستيس، وهيراكليوبوليس ماجنا، الخ تم العثور فيها على العديد من مومياوات للنمس.
- نمس مصرى واقف، وعلى رأسه الصل وقرص الشمس. تمثال برونز، من العصر البطلمي.
- نمس مصرى واقف. تمثال برونز، من العصر البطلمي.